# La Resurrezione

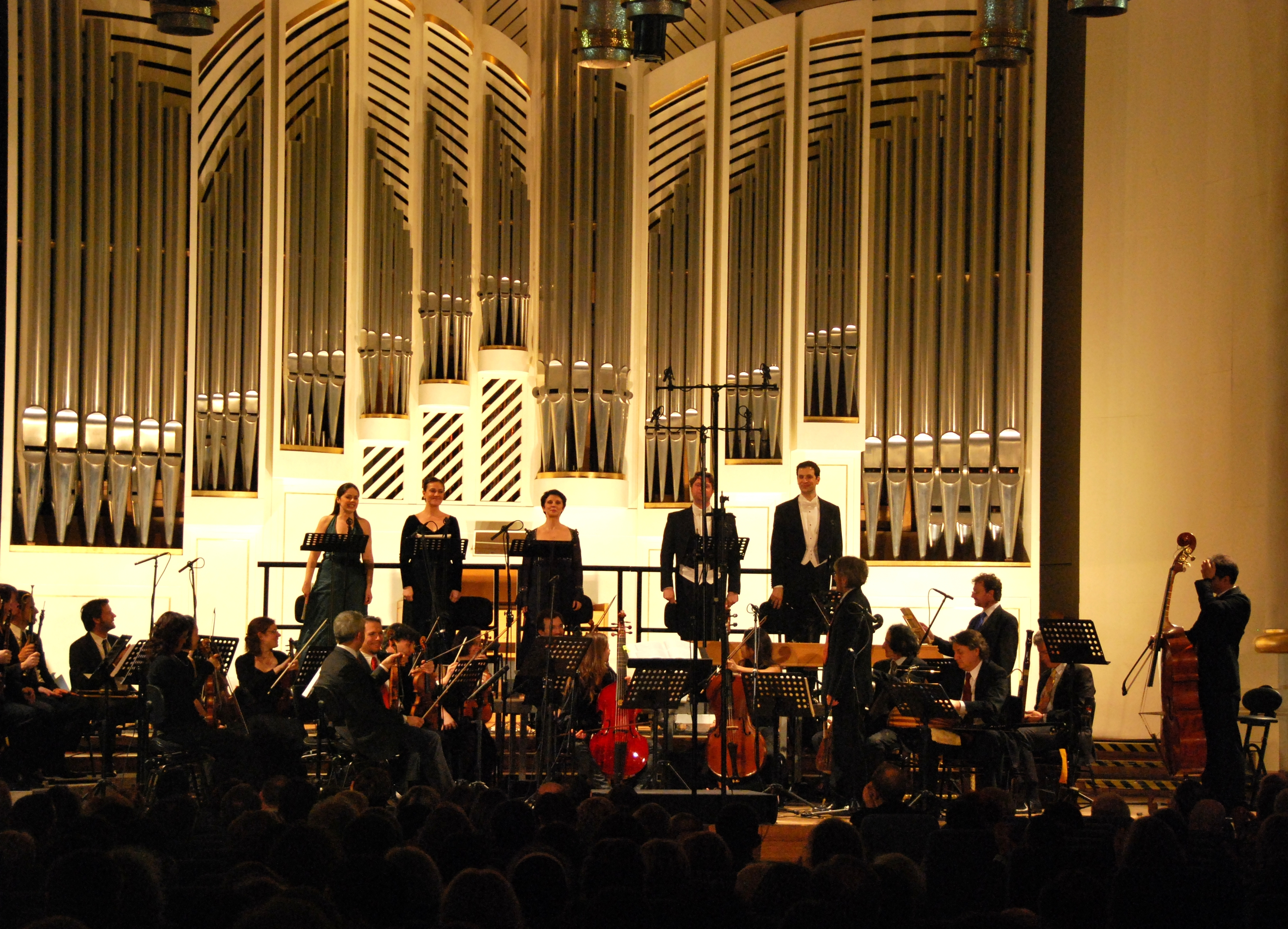
Wykonanie La Resurrezione podczas koncertu w Filharmonii Krakowskiej w ramach festiwalu Misteria Paschalia, 4 kwietnia 2010. Na pierwszym planie Il Giardino Armonico pod dyrekcją Giovanniego Antoniniego. Na drugim planie soliści: (od lewej) María Espada, Roberta Invernizzi, Marina de Liso, Jeremy Ovenden, Luca Pisaroni.

La Resurrezione (HWV 47) – oratorium Georga Friedricha Händla napisane do libretta Carla Sigismonda Capecego (1652–1728), nadwornego poety królowej Marii Kazimiery. Dzieło zostało po raz pierwszy wystawione w Niedzielę wielkanocną 8 kwietnia 1708 w Rzymie, pod patronatem markiza Francesca Ruspoliego, ówczesnego mecenasa Händla.
Premiera miała miejsce w holu pałacu Ruspoliego (Palazzo Bonelli przy Via del Corso). Specjalnie przygotowano dekorację, w tym malunki Angela Cerrutiego przedstawiające sceny z libretta. Orkiestrę tworzyło około 40 muzyków pod dyrekcją Arcangelo Corellego. Rola Marii Magdaleny przypadła sopranistce Marghericie Durastanti. W kolejnych koncertach (następny miał miejsce już w Poniedziałek Wielkanocny), na skutek nakazu papieża Klemensa XI sopranistki zostały zastąpione kastratami.
Inne katalogi dzieł Händla grupują oratorium jako: HG xxxix oraz HHA i/3.
Akcja oratorium dotycząca zmartwychwstania Jezusa Chrystusa osadzona jest w wydarzeniach przekazanych głównie przez Ewangelię Mateusza i Jana. Toczy się na dwóch płaszczyznach, jednej dotyczącej Marii Magdaleny, Marii Kleofasowej i Jana Ewangelisty, oraz drugiej ukazującej walkę pomiędzy Aniołem a Lucyferem.

## Role
- Angelo – sopran
- Maddalena – sopran
- Cleofe – alt
- Giovanni – tenor
- Lucifero – bas

## Libretto
| Sonata Scena 1 Aria: Disserratevi, o porte d'Averno Angelo Recitativo: Qual'insolita luce Lucifero Aria: Caddi, è ver Lucifero Rec: Ma che veggio? Lucifero, Angelo Rec: Chi sei? Lucifero, Angelo Aria: D'amor fu consiglio Angelo Rec: E ben, questo tue Nume Lucifero, Angelo Aria: O voi, dell'Erebo Lucifero Scena 2 Rec: Notte, notte funesta Maddalena Aria: Ferma l'ali Maddalena Rec: Concedi, o Maddalena Cleofe, Maddalena Arioso: Piangete, sí, piangete Cleofe Rec: Ahi, dolce mio Signore Maddalena, Cleofe Duetto: Dolci chiodi, amate spine Maddalena, Cleofe Rec: O Cleofe, o Maddalena Giovanni, Maddalena Aria: Quando é parto dell'affetto Giovanni Rec: Ma dinne, e sarà vero Cleofe, Giovanni, Maddalena Aria: Naufragando va per l'onde Cleofe Rec: Itene pure, o fide Giovanni, Maddalena Aria: Cosí la tortorella Giovanni Rec: Se Maria dunque spera Maddalena Aria: Ho un non so che nel cor Maddalena Rec: Uscite pure, uscite Angelo Coro: Il Nume vincitor |  | Introduzione Scena 1 Rec: Di qual nuovi portenti Giovanni Aria: Ecco il sol, ch'esce dal mare Giovanni Rec: Ma ove Maria dimora Giovanni Scena 2 Aria: Risorga il mondo Angelo Rec: Di rabbia indarno freme Angelo Rec: Misero! Ho pure udito? Lucifero, Angelo Aria: Per celare il nuovo scorno Lucifero Rec: Oh come cieco il tuo furor delira! Angelo Duetto: Impedirlo io saprò Lucifero, Angelo Scena 3 Rec: Amica, troppo tardo Maddalena, Cleofe Aria: Per me già di morire Maddalena Rec: Ahi, abborrito nome Lucifero Scena 4 Aria: Vedo il Ciel che piú sereno Cleofe Rec: Cleofe, siam giunte al luogo Maddalena, Cleofe, Angelo Aria: Se per colpa di donna infelice Angelo Rec: Mio Giesù, mio Signore Maddalena Aria: Del ciglio dolente Maddalena Rec: Sì, sì cerchiamo pure Cleofe Aria: Augeletti, ruscelletti Cleofe Scena 5 Rec: Dove si frettolosi Giovanni, Cleofe Aria: Caro Figlio Giovanni Rec: Cleofe, Giovanni, udite Maddalena, Giovanni, Cleofe Aria: Se impassibile, immortale Maddalena Rec: Sì, sì col Redentore Giovanni, Cleofe, Maddalena Coro: Diasi lode in Cielo, in terra |